# 杜博維格里亞季
48°57′37″N 35°49′14″E / 48.96028°N 35.82056°E
杜博維格里亞季（烏克蘭語：Дубові Гряди），是烏克蘭東部的村莊，隸屬哈爾科夫州的別列斯京區。該村始建於1763年，面積3.14平方公里，海拔高度143米，2001年人口760，人口密度每平方公里242人。